# BTV Wuppertal
BTV Wuppertal är ett tyskt damlag i basketboll från Wuppertal i Nordrhein-Westfalen som dominerade i den tyska dambasketligan under 1990-talet och i början av 2000-talet. De vann den tyska dambasketligan alla åren mellan 1994 och 2002.